# بين كيرنان
بين كيرنان (بالإنجليزية: Ben Kiernan)‏ هو كاتب مقالات ومدرس أسترالي، ولد في 1953 في ملبورن في أستراليا.